# Brzoza (powiat bydgoski)

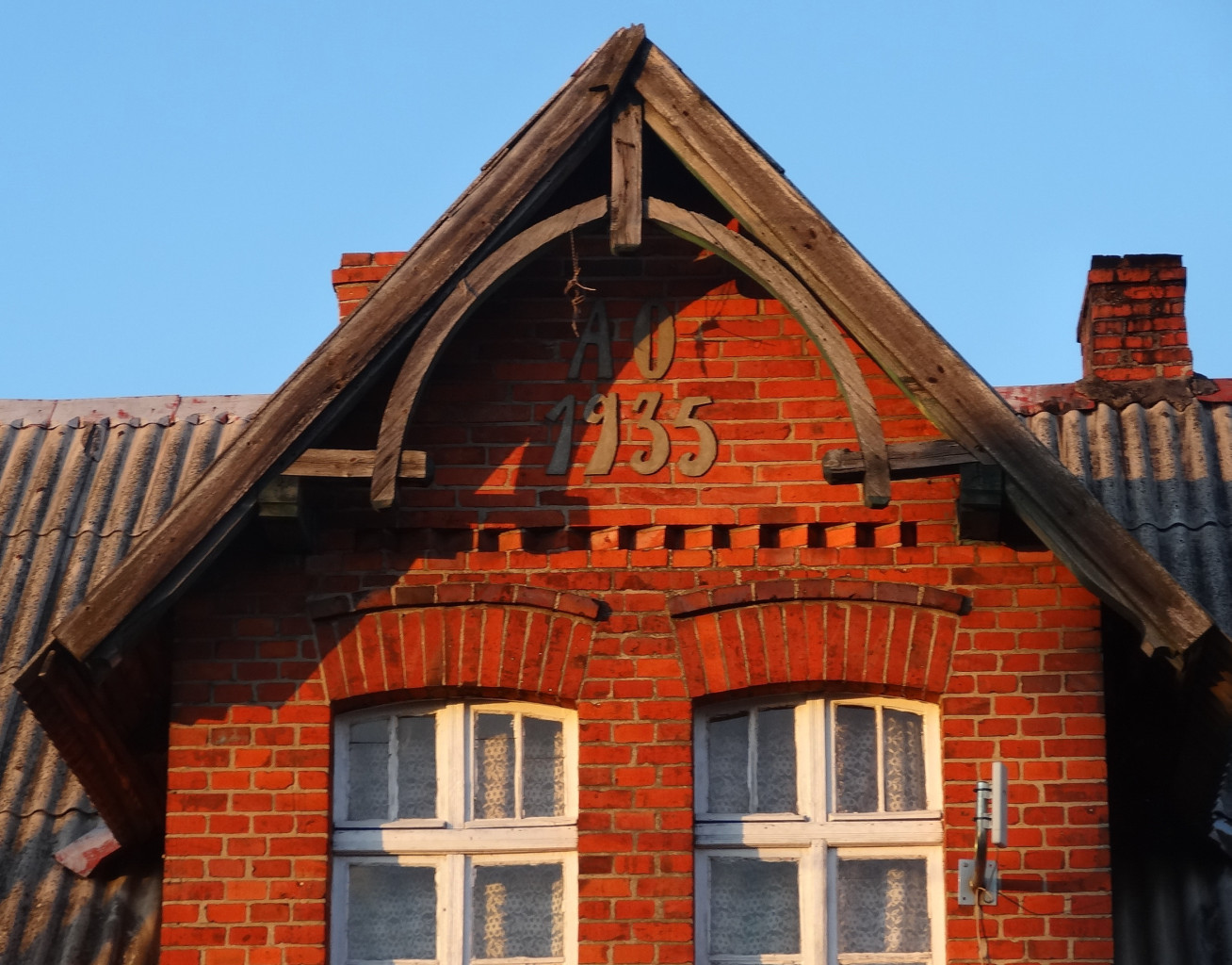
Zabudowa z okresu międzywojennego

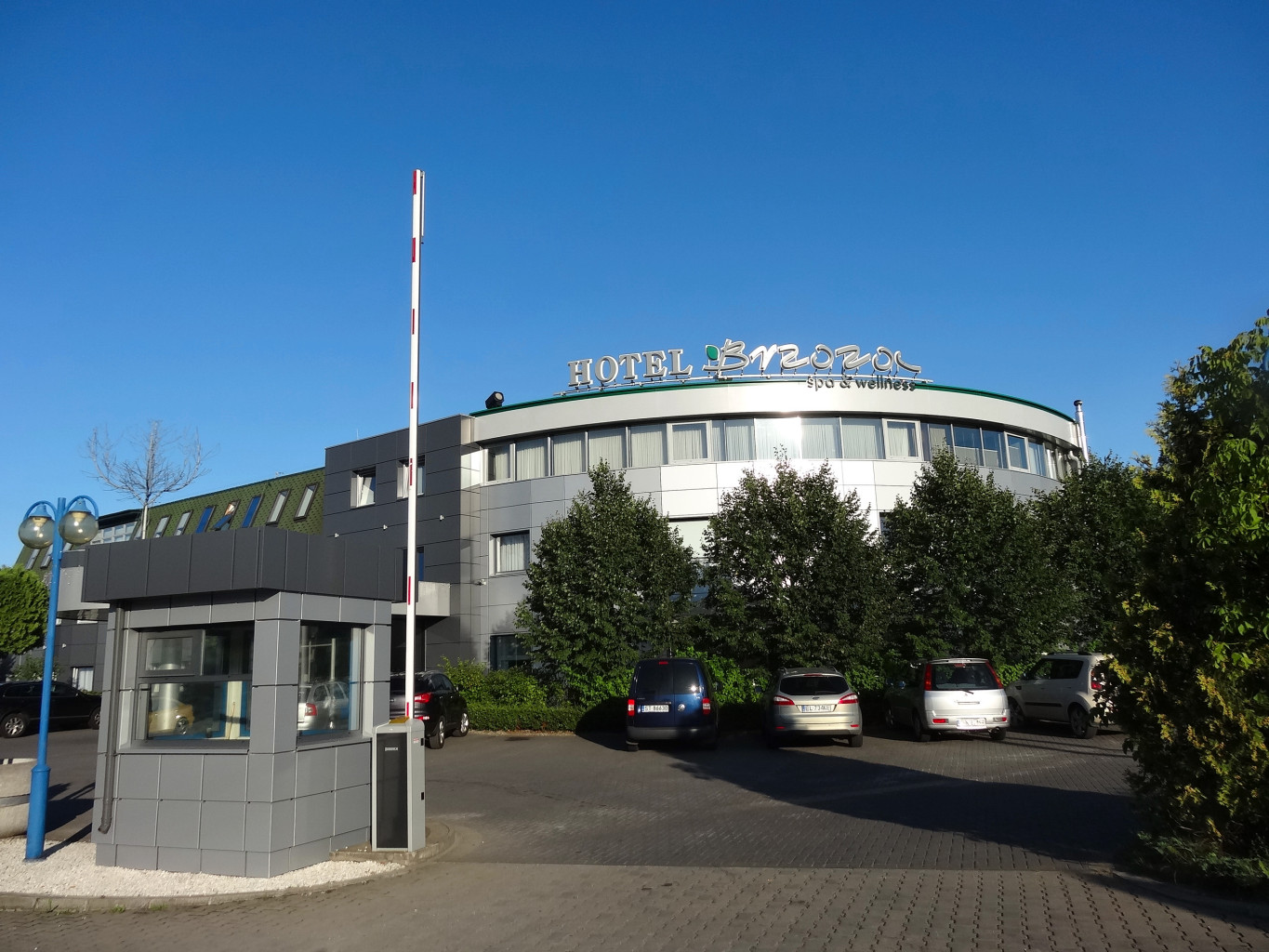
Hotel Brzoza

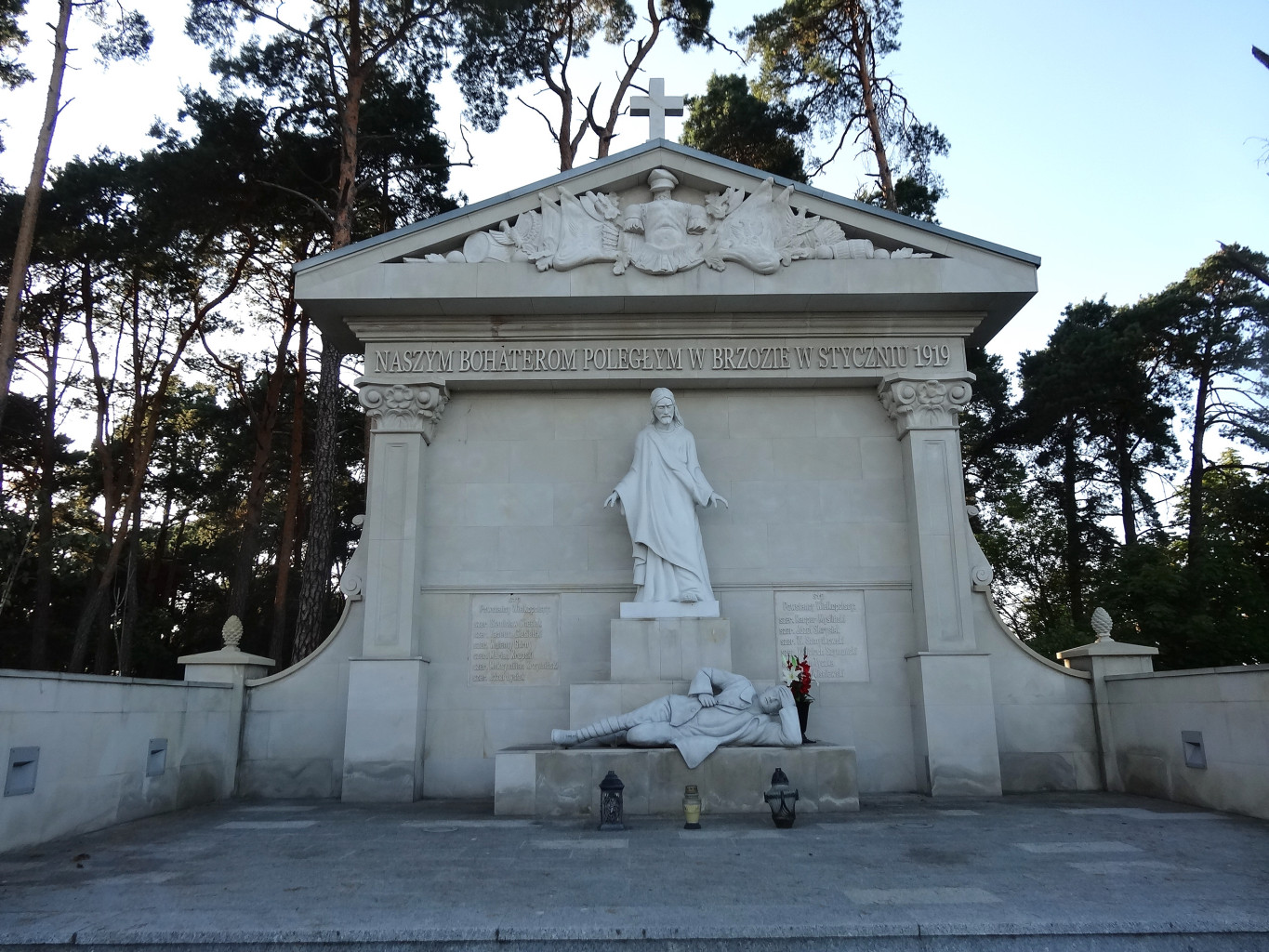
Pomnik Powstańców Wielkopolskich

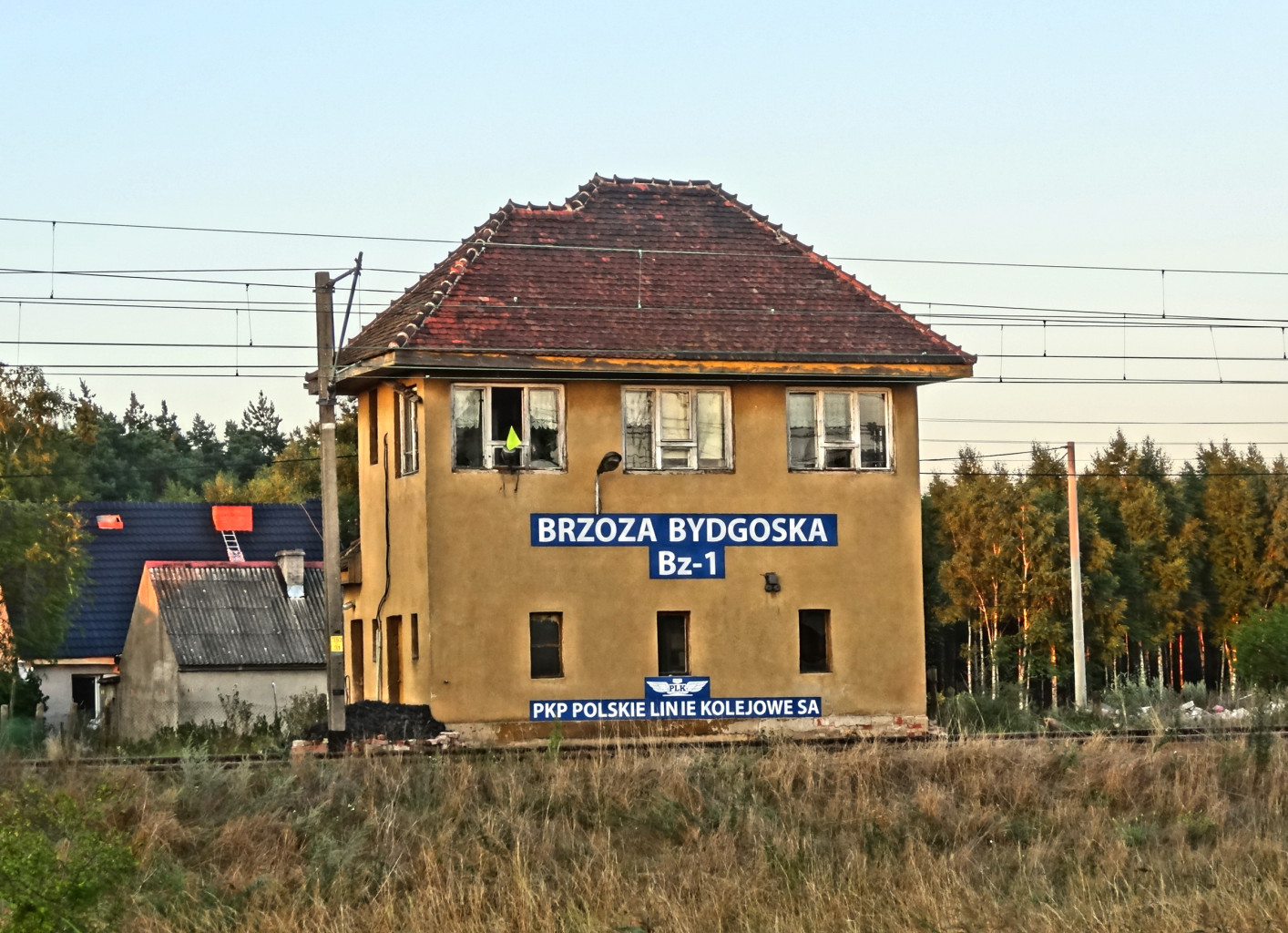
Przystanek kolejowy Brzoza Bydgoska

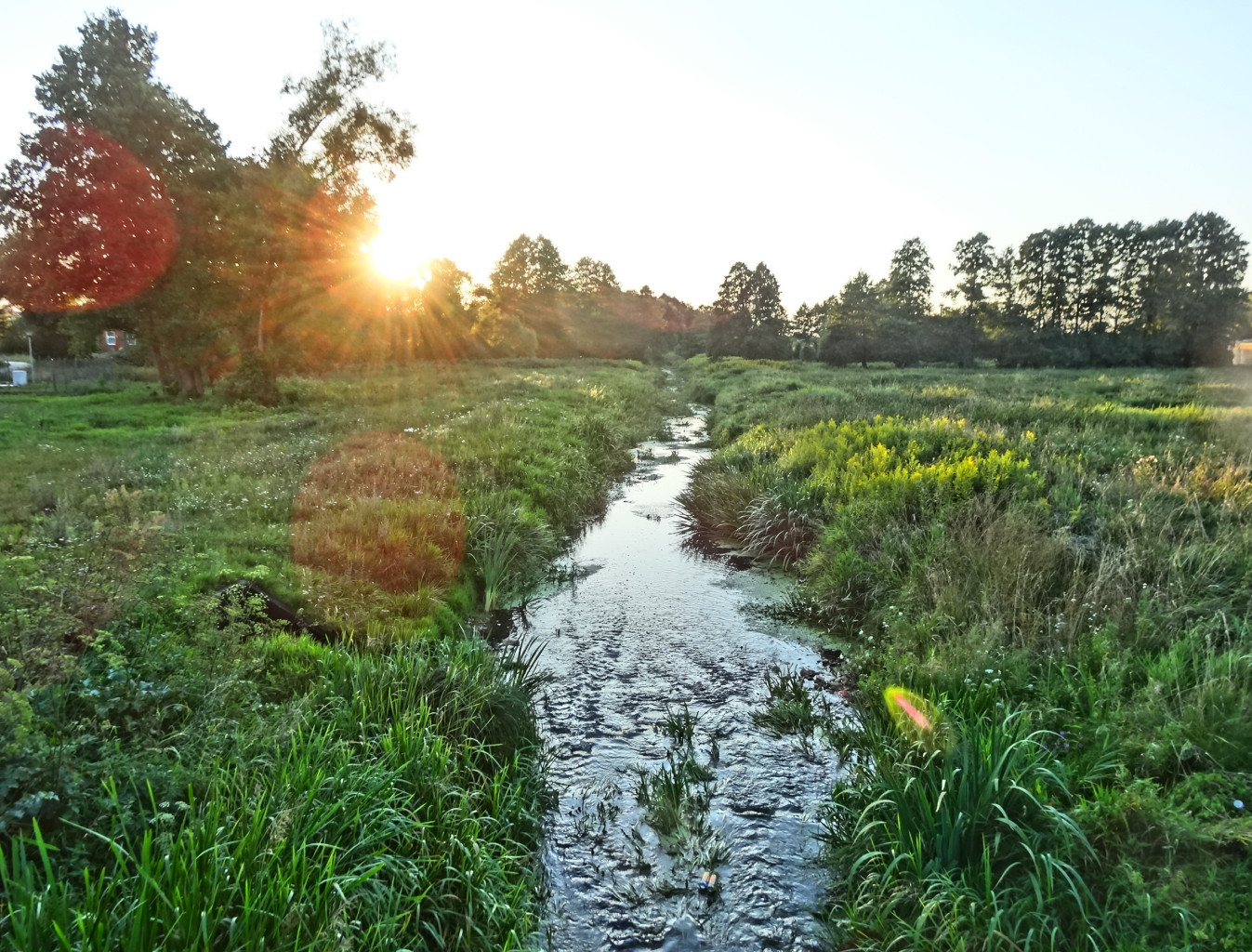
Stara Noteć w Brzozie

Brzoza (niem. Hopfengarten) – wieś w Polsce położona w województwie kujawsko-pomorskim, w powiecie bydgoskim, w gminie Nowa Wieś Wielka.

## Położenie
Brzoza jest wsią usytuowaną na południowo-zachodnim skraju Puszczy Bydgoskiej, na północnym brzegu Noteci. Wieś graniczy od zachodu z wsią Przyłęki oraz Olimpin, zaś od północy i wschodu z Puszczą Bydgoską.
Pod względem fizyczno-geograficznym Brzoza leży w obrębie Pradoliny Toruńsko-Eberswaldzkiej w mezoregionie Kotlina Toruńska i mikroregionie Dolina Kanału Noteckiego.
Przez zachodnie obrzeża Brzozy (ul. Gołębia) oraz osiedle Wałownica przy starej Noteci przebiega 18. południk długości geograficznej wschodniej.

## Przynależność administracyjna
- 1848–1920 – Prowincja Poznańska
- 1920–1938 – województwo poznańskie
- 1938–1939 – województwo pomorskie
- 1939–1945 – Okręg Rzeszy Gdańsk-Prusy Zachodnie
- 1945–1950 – województwo pomorskie
- 1950–1975 – Województwo bydgoskie (1950–1975)
- 1975–1998 – Województwo bydgoskie (1975–1998).

## Charakterystyka
Brzoza ma charakter wsi podmiejskiej, położonej w zasięgu oddziaływania aglomeracji Bydgoszczy. Północno-wschodnim skrajem wsi przebiega linia kolejowa nr 131 oraz droga krajowa nr 25 Bydgoszcz – Inowrocław. Miejscowość przecina także droga wojewódzka nr 256 Brzoza – Mogilno.
Od południowego zachodu wieś przylega do Nowego Kanału Noteckiego, który jest wyprostowanym korytem Noteci. Na łąkach znajdują się tam odcięte starorzecza starej Noteci.
Łącznie w sołectwie Brzoza jest 147 ha gruntów ornych (w tym 11 ha IV klasy bonitacyjnej, pozostałe to V i VI klasa), 197 ha łąk, 49 ha pastwisk oraz 2706 ha lasów.
Na terenie wsi znajduje się kościół parafialny p.w. Najświętszej Marii Panny Królowej Polski, przedszkole „Jarzębinka”, Szkoła Podstawowa im. Powstańców Wielkopolskich oraz Gimnazjum im. Karola Wojtyły (jest to największe gimnazjum powiatu bydgoskiego). Wzdłuż drogi krajowej nr 25 rozlokowanych jest szereg drobnych przedsiębiorstw handlowych i usługowych, a także czterogwiazdkowy hotel Brzoza. W miejscowości zlokalizowana jest oczyszczalnia odprowadzająca ścieki do Kanału Noteckiego.

### Komunikacja
Przez miejscowość przebiegają szlaki komunikacyjne łączące Bydgoszcz z Inowrocławiem: droga krajowa nr 25 oraz linia kolejowa nr 131 (magistrala węglowa). W Brzozie rozpoczyna się droga wojewódzka nr 254 wiodąca przez Łabiszyn i Barcin do Dąbrowy k. Mogilna.

### Obszary chronione
Miejscowość otoczona jest obszarami cennymi przyrodniczo: Puszczą Bydgoską z Obszarem Chronionego Krajobrazu Wydm Kotliny Toruńsko-Bydgoskiej oraz łąkami nadnoteckimi, chronionymi w OCK „Łąki Nadnoteckie”. W odległości ok. 1 km na południe od Brzozy znajduje się rezerwat leśny Dziki Ostrów, chroniący dąbrowę świetlistą, zaś nieco dalej Jezioro Jezuickie.

### Szlaki turystyczne
W Brzozie rozpoczyna się  szlak turystyczny „Pałucki” wiodący poprzez Łabiszyn i Lubostroń do Gąsawy. Poprzez łącznik  szlak im. Bł. Czesława Jóźwiaka, można z Brzozy dotrzeć do  szlaku „Komputerków” wiodącego przez Puszczę Bydgoską z Solca Kujawskiego do Bydgoszczy.
W miejscowości ma swoją siedzibę Stowarzyszenie „Rowerowa Brzoza”, która organizuje szereg rajdów rowerowych i imprez masowych na terenie powiatu bydgoskiego oraz miasta Bydgoszczy. W Brzozie funkcjonuje również Klub Sportowy „Brzoza”. Od 2007 w ostatni dzień roku w miejscowości organizowany jest Bieg Sylwestrowy.
Na terenie wsi zlokalizowany jest nieczynny cmentarz ewangelicki, uporządkowany w 2013 roku.
Nazwą Brzoza określa się również leśnictwo, które wchodzi w skład Nadleśnictwa Bydgoszcz. Jego powierzchnia wynosi 945 ha z czego 876 ha to powierzchnia leśna, a 69 ha stanowi powierzchnię nieleśną.

### Zabytki
We sołectwie Brzoza znajduje się kilkanaście obiektów ujętych w gminnej ewidencji zabytków oraz jeden w rejestrze zabytków województwa kujawsko-pomorskiego – pałacyk myśliwski Skórzewskich w Brzozie-Mochyłku (nr rej. A/1077 z 8 grudnia 1994). W rejestrze gminnym znajdują się m.in. kościół katolicki pw. NMP Królowej Polski z plebanią, kaplica przydrożna, dworzec kolejowy, dawna mleczarnia oraz domy mieszkalne (ul. Bydgoska 37b, 40, 42, Powstańców Wielkopolskich 10, 18, 48, Słoneczna 7, Przemysłowa 36).

### Pomnik Powstańców Wielkopolskich
15 stycznia 2012 odsłonięto we wsi Pomnik Powstańców Wielkopolskich, będący wierną repliką monumentu istniejącego tu do 1940 roku. Upamiętnia on 19 młodych żołnierzy 1. Pułku Grenadierów Kujawskich, którzy polegli w walkach o Brzozę z wojskami niemieckimi w 1919 roku. Pomnik składa się z dwóch ozdobionych kolumn. Na postumentach umieszczono figury Chrystusa oraz leżącego rannego powstańca. Całość uzupełniają dwie tablice z nazwiskami poległych powstańców oraz napis "Naszym Bohaterom Poległym w Brzozie w Styczniu 1919".
Pierwotny pomnik odsłonięto w maju 1923 roku na grobie kilkunastu bohaterów Powstania. Pomnik zaprojektował Władysław Gaca, a figury i płaskorzeźbę wykonała firma sztukatorska Maksymiliana Rutkowskiego z Bydgoszczy. Monument został zniszczony jesienią 1939 roku przez Niemców. Decyzję o odbudowie pomnika podjęto w 2005 r., w 2009 roku wmurowano kamień węgielny, a w 2010 roku ponownie pochowano ekshumowane zwłoki powstańców. 3 lutego 2019, w setną rocznicę walk, otwarto Skwer Niepodległości z posadzonymi 12 lipami i napisem „Nasi przodkowie ufundowali pomnik, by uczcić 19 powstańców wielkopolskich poległych w bitwie o Brzozę w dniach 20-21 stycznia 1919 r. Nasze pokolenie po zrekonstruowaniu pomnika na Skwerze Niepodległości posadziło 12 lip upamiętniających powstańców pochowanych na Wzgórzu Kozaka w Brzozie”.

### Wspólnoty wyznaniowe
- Parafia Najświętszej Marii Panny Królowej Polski w Brzozie
- Świadkowie Jehowy: zbór Brzoza[16]

## Historia

### Okres staropolski
Pierwsza wzmianka o miejscowości Brzoza, będącej własnością książąt kujawskich (później królów polskich) znajduje się w rejestrze poradlnego z Kujaw z 1489 roku. Wieś odnotowano także w 1539 roku. Wieś królewska starostwa bydgoskiego położona była w końcu XVI wieku w powiecie bydgoskim województwa inowrocławskiego. W okresie przedrozbiorowym Brzoza wraz z kompleksem Puszczy Bydgoskiej wchodziła w skład domeny monarszej należącej do starostwa bydgoskiego. Brak jej w lustracji starostwa z 1661 roku, co mogło być skutkiem jej wyludnienia jeszcze przed potopem szwedzkim lub też zniszczeń wojennych. Wieś odnotowano ponownie w 1681 roku. W Brzozie mieszkało wówczas pięciu chałupników oraz dwóch rybaków z rodzinami. Chłopi obowiązani byli odrabiać pańszczyznę 24 dni w roku we żniwa oraz dostarczać drewno oraz siano z łąk nadnoteckich na potrzeby zamku bydgoskiego. Przed wojną północną mieszkało w Brzozie 10 rodzin chłopskich, w 1712 już tylko jeden rybak, a w latach 1713 i 1717 wieś była całkowicie opuszczona. Część ludności wiejskiej pod wpływem ciężarów spowodowanych wojną ratowała się ucieczką, bądź też pozostała na miejscu, ale była tak zrujnowana, że nie mogła płacić podatków.
W 1744 roku mieszkało w Brzozie pięć polskich rodzin gburów, dwóch chałupników i owczarz. Pola uprawne liczyły 4 włóki. Mieszkańcy oprócz czynszu, pogłównego i hiberny byli zobowiązani do odrabiania szarwarków na rzecz wójtostwa bydgoskiego. 23 września 1744 roku wieś otrzymała kontrakt, który określał powinności podatkowe na rzecz wójta bydgoskiego. W 1753 roku mieszkający tu rybacy trudnili się także wyrobem smoły drzewnej. W 1766 r. wieś płaciła 574 złotych podatku rocznie. W 1767 roku na nowo wymierzono grunty wsi i wydano kontrakty dla 7 gospodarzy o polskich nazwiskach.

### Okres zaboru
Po przejściu Brzozy w 1772 roku pod władzę pruską rozwijało się osadnictwo, zarówno ludności polskiej jak i niemieckiej wyznania ewangelicko-unijnego. Nazwę wsi zmieniono na Hopfengarten. Spis miejscowości rejencji bydgoskiej z 1833 podaje, że we wsi Brzoza w powiecie bydgoskim mieszkało 125 osób (31 ewangelików, 94 katolików) w 13 domach. Według opisu Jana Nepomucena Bobrowicza z 1846 Brzoza był wsią rządową należącą do domeny bydgoskiej. Kolejny spis z 1860 podaje, że w Brzozie mieszkało 150 osób (44 ewangelików, 106 katolików) w 15 domach. Najbliższa szkoła elementarna znajdowała się w Wałownicy. Miejscowość należała do parafii katolickiej i ewangelickiej w Bydgoszczy.
Dla roku 1884 Słownik geograficzny Królestwa Polskiego podaje, że w Brzozie mieszkało 266 osób w 27 domach, w tym 181 katolików, 83 ewangelików i 2 Żydów. W 1872 roku zbudowano linię kolejową Bydgoszcz-Inowrocław. Przy rozwidleniu dróg do Inowrocławia i Łabiszyna zbudowano stację kolejową Brzoza Bydgoska. W tym samym roku wybudowano przy stacji jednopiętrowy budynek dworcowy z mieszkaniami dla kolejarzy.
Podczas powstania wielkopolskiego Brzoza znalazła się na linii walk oddziałów polskich usiłujących zbliżyć się do Bydgoszczy. W nocy z 21 na 22 stycznia 1919 roku po walkach z Freiwillige Marinedivision Ost Brzozę zajęły oddziały Pawła Cymsa i Jana Tomaszewskiego, wyprzedzając spodziewaną ofensywę niemiecką. Dzień później teren odzyskał Grenzschutz-Bataillon III, zaś do krwawej potyczki doszło w rejonie Antoniewa. W walkach tych zginęło 19 młodych żołnierzy 1. Pułku Grenadierów Kujawskich, część w boju, a część została zamordowana przez Niemców w lazarecie. 12 zmarłych pochowano na Wzgórzu Kozaka. Walki w rejonie Brzozy toczyły się znów w lutym 1919 roku. Ostatecznie wieś znalazła się w granicach odrodzonej Polski 20 stycznia 1920 roku na mocy traktatu wersalskiego.

### Dwudziestolecie międzywojenne
W okresie międzywojennym Brzoza znalazła się w obrębie powiatu bydgoskiego w gminie Bydgoszcz-wieś. Spis ludności z dnia 30 września 1921 wykazał, że Brzoza liczyła 499 mieszkańców (277 Polaków, 220 Niemców), którzy zamieszkiwali 81 domów. Była to największa wieś w obecnej gminie Nowa Wieś Wielka, o stosunkowo dużym udziale Polaków.
Do 1934 była gminą wiejską o powierzchni 486 ha. Na tym terenie istniało 31 gospodarstw należących do mniejszości niemieckiej, które obejmowały 57% ziemi uprawnej należącej do wsi. Po reformie z 1934 Brzoza była gromadą wiejską wchodzącą w skład gminy Bydgoszcz-Wieś i obejmowała wieś Brzozę, wieś Piecki oraz nadleśnictwo Bartodzieje.
10 kwietnia 1924 kard. Edmund Dalbor z dotychczasowej bydgoskiej parafii farnej erygował pięć nowych parafii, w tym parafię Wniebowzięcia Najświętszej Marii Panny w Brzozie-Przyłękach. Obejmowała ona miejscowości z dawnej parafii bydgoskiej: Brzozę wraz z osadą przy jeziorze Jezuickim, Ciele, Emilianowo, Łażyn, Piecki, Prądki, Przyłęki, Stryszek, Zielonkę, oraz miejscowości dotychczas należące do parafii łabiszyńskiej: Czyszowiec, Kobylarnię, Olimpin, Smolno i Wałownicę.
W 1934 z inicjatywy starosty bydgoskiego Józefa Nowaka, powstał Komitet Budowy Kościoła w Brzozie. W latach 1934–1937 wybudowano nową świątynię według projektu Stefana Cybichowskiego. Konsekracji kościoła dokonał kard. August Hlond 15 maja 1938.
W 1923 z inicjatywy hrabiny Marii Skórzewskiej wzniesiono w Brzozie pomnik Powstańców Wielkopolskich. Monument zniszczono na rozkaz niemieckich okupantów w 1940 r. Odbudowano go w 2011 roku.

### Okupacja niemiecka
5 września 1939 roku w rejonie Brzozy i Piecek Wojsko Polskie toczyło potyczki z Wehrmachtem. Polegli tu żołnierze z 61. i 62. Pułku Piechoty Wielkopolskiej oraz z 15. Pułku Artylerii Lekkiej. Po wojnie część z nich została pochowana na cmentarzu w Brzozie, gdzie we wspólnej mogile złożono 19 poległych.
W 1941 miejscowość liczyła 680 mieszkańców.
Pod koniec wojny Niemcy rękami pracowników przymusowych oraz jeńców wojennych zbudowali linię fortyfikacji polowych, która ciągnęła się południowym skrajem Puszczy Bydgoskiej od Suchatówki przez Nową Wieś Wielką do Nakła. Mimo rozbudowanego systemu obronnego wojska radzieckie i polskie stosunkowo szybko zajęły miejscowość 24 stycznia 1945 roku.

### Okres powojenny
Od marca 1945 Brzoza była gromadą wiejską wchodzącą w skład gminy Bydgoszcz-wieś. Gromada obejmowała wieś Brzozę, wieś Piecki, nadleśnictwo Bartodzieje z leśnictwami: Brzoza, Bartodzieje Małe, Emilianowo, Kobyle Błota, Zimnewody i Żółwin, przystanek kolejowy Chmielniki oraz osadę Emiljanowo.
Reforma administracyjna z 25 września 1954 zlikwidowała gminy i gminne rady narodowe, powołując w ich miejsce gromady wraz z gromadzkimi radami narodowymi. Utworzono wówczas gromadę Brzoza, w której skład weszły obszary dotychczasowych wsi: Brzoza, Prądki, Przyłęki, Kobylarnia, Olimpin, Nowe Smolno oraz obszar łąk nad Kanałem Noteckim o pow. 242 ha ze wsi Dąbie Nowe. Jednocześnie część dotychczasowej gromady wiejskiej Brzoza, tj. lasy o powierzchni 4155 ha wraz z leśnictwami Bartodzieje Małe, Emilianowo, Kobyleblota i Żółwin włączono do miasta Bydgoszczy. Gromada Brzoza posiadała powierzchnię około 2711 ha i zaludnienie około 1,7 tys. osób.
W 1962 gromadę Brzoza zniesiono i przyłączono do gromady Nowa Wieś Wielka, z wyjątkiem miejscowości Prądki i Przyłęki, które znalazły się w gromadzie Białebłota. Do chwili likwidacji Gromadzka Rada Narodowa w Brzozie nie posiadała własnego budynku, lecz wynajmowała pomieszczenia na biura w budynku prywatnym. 1 stycznia 1973 powstała gmina Nowa Wieś Wielka, w której skład weszła również Brzoza.
W skład sołectwa Brzoza wchodziły wieś Brzoza, leśnictwa: Brzoza i Zielonka, stacja kolejowa Chmielniki oraz osady Piecki i Stryszek. 18 grudnia 1980 do sołectwa Brzoza włączono wieś Wałownica, wyłączoną z sołectwa Olimpin, oraz osadę Emilianowo, włączoną w granice gminy Nowa Wieś Wielka w 1977 roku.
W latach 1960–1961 wieś została zelektryfikowana. W tym samym czasie uruchomiono linię autobusową Nowe Smolno-Brzoza (8 km), w 1964 roku również linię Tarkowo Dolne-Brzoza (24 km). W 1967 wieś otrzymała oświetlenie uliczne. W połowie lat 70. rozbudowano Zajazd Turystyczny w Brzozie. W 1988 roku wzniesiono budynek wielofunkcyjny, w którym mieściła się przychodnia, a następnie poczta i apteka. W 1991 rozpoczęto budowę wodociągu, a kilka lat później stacji uzdatniania wody, sieci kanalizacyjnej i oczyszczalni ścieków, którą oddano do eksploatacji w 1997 roku. Począwszy od 1998 dokonano także szeregu modernizacji ulic (ul. Bydgoska, Przemysłowa, Powstańców Wielkopolskich). W 2000 roku oddano do użytku kładkę dla pieszych przez rzekę Noteć w Brzozie – Olimpinie. Kolejne inwestycje miały miejsce również po 2000 roku.

## Infrastruktura społeczna

### Edukacja
Już w 1917 istniała w Brzozie polska szkoła publiczna, której uczniowie rekrutowali się z miejscowości Brzoza, Wałownica, Kobylarnia, a od 1927 także Piecki i Smolno. W okresie międzywojennym we wsi istniała szkoła elementarna z polskim językiem nauczania.
W 1946 roku we wsi istniała szkoła powszechna. Po reformie z 1966 roku szkoła była ośmioklasowa. W latach 60. szkoła nabrała charakteru zbiorczego, gdyż kierowano do niej dzieci z okolicznych wsi, gdzie likwidowano placówki szkolne. Od 1975 w gminie istniały już tylko dwie szkoły podstawowe: w Nowej Wsi Wielkiej i Brzozie. 20 października 1975 oddano do użytku nowy budynek Szkoły Podstawowej w Brzozie, w 1979 nadano jej imię i sztandar gen. Karola Świerczewskiego. Jako punkt filialny szkoły w Brzozie do 1979 roku istniała 4-klasowa szkoła w Smolnie Nowym, a w latach 1992-1994 także placówka w Prądocinie. W latach 1990–1991 szkołę w Brzozie rozbudowano. 8 czerwca 2001 nadano jej imię Powstańców Wielkopolskich i wręczono sztandar. W 1999 utworzono gimnazjum, któremu później nadano imię Karola Wojtyły.
W 1978 (lub 1979) w Brzozie otwarto przedszkole w XIX-wiecznym budynku byłej szkoły. W okresie powstania wielkopolskiego pełnił on rolę lazaretu, a wcześniej była tu szkoła niemiecka. 14 stycznia 1986 r. powołano Społeczny Komitet Rozbudowy Przedszkola w Brzozie. 20 stycznia 1999 podczas jubileuszu 20-lecia placówki przedszkolu w Brzozie nadano imię „Jarzębinka”. W l. 2017-2018 w ciągu 16 miesięcy stary budynek rozebrano, a w jego miejscu powstał nowy obiekt na 150 dzieci w sześciu oddziałach, nawiązujący do rozebranego historycznego budynku zarówno lokalizacją (północne skrzydło stoi w miejscu poprzedniego budynku), a także kształtem i elewacją z cegły i kamienia. Na elewacji zawieszono tablicę informującą o historii placówki.

### Ochrona zdrowia
Początki kształtowania się zorganizowanej opieki zdrowotnej w Brzozie sięgają 1957 roku. W 1988 roku otwarto nowy, wielofunkcyjny budynek, w którym część pomieszczeń adaptowano na przychodnię.

### Kultura
W 1962 we wsi otwarto bibliotekę, której podlegały punkty biblioteczne znajdujące się na terenie gromady Brzoza. Od 1972 roku czynna jest również świetlica.

### Ochotnicza Straż Pożarna
Początki Ochotniczej Straży Pożarnej w Brzozie sięgają 1938, kiedy powstało Stowarzyszenie Straży Pożarnej liczące 15 członków. Po II wojnie światowej spotkanie założycielskie Ochotniczej Straży Pożarnej w Brzozie odbyło się w 1965 roku. W 1989 roku jednostka uzyskała nową siedzibę.

### Poczta
Placówkę pocztową w Brzozie założono w 1954 roku. W 1966 obsługiwała 16 miejscowości na pograniczu powiatów: bydgoskiego i szubińskiego, a w 1971 roku – 14 miejscowości. W 1992 poczta w Brzozie otrzymała nowe pomieszczenia w budynku wielofunkcyjnym.

## Statystyka
Poniżej podano wybrane informacje statystyczne dotyczące wsi Brzoza na podstawie Banku Danych Lokalnych GUS.
W 1998 roku we wsi Brzoza mieszkało 2065 osób w 542 mieszkaniach. Narodowy Spis Powszechny 2002 wykazał, że we wsi mieszkało 2718 osób w 856 gospodarstwach domowych. 9% populacji posiadało wykształcenie wyższe, a 21% – średnie. We wsi znajdowało się 768 mieszkań, z czego 36% posiadało 5 izb lub więcej. Tylko 12% mieszkań pochodziło sprzed 1945 roku, zaś 40% wzniesiono w latach 1989-2002.
Narodowy Spis Powszechny 2011 odnotował 3149 mieszkańców Brzozy. W 2013 działalność gospodarczą prowadziło 427 podmiotów, w tym 349 osób fizycznych, 52 spółki handlowe (w tym 8 z udziałem kapitału zagranicznego). Dominowały firmy niewielkie. Tylko 4 przedsiębiorstwa zatrudniały powyżej 50 osób, a 24 – w granicach 10-49 osób.
W latach 2008–2013 oddano do użytku 92 mieszkania – wszystkie indywidualne. Stanowiło to jedną czwartą nowych mieszkań wzniesionych w tym czasie w całej gminie Nowa Wieś Wielka. We wsi znajdowały się: przedszkole gminne (138 dzieci), szkoła podstawowa (330 uczniów), gimnazjum (176 uczniów) oraz liceum ogólnokształcące dla dorosłych (41 uczniów).